# Kabupaten Aceh Selatan

Kabupaten Aceh Selatan es un Municipio o Regencia (kabupaten en Indonesio) de la provincia de Aceh en la República de Indonesia
El Kabupaten se localiza en el noreste de la isla de Sumatra y abarca una superficie de 4.005 km².
El gobierno del Kabupaten se localiza en la ciudad de Tapaktuan. El Kabupaten se divide en 16 Kecamatan (Subdistritos).